# The Elfstones of Shannara
The Elfstones of Shannara este un roman epic fantastic din 1982 scris de autorul american de science-fiction Terry Brooks. Este a doua carte din seria Trilogia Sabia lui Shannara fiind precedată de romanul Sabia lui Shannara și urmată de The Wishsong of Shannara. Trilogia a fost adaptată într-un serial TV, The Shannara Chronicles, primul și al doilea episod având premiera la 5 ianuarie 2016 pe MTV. Sezonul 1 al acestui serial este format din 10 episoade și în mare parte este bazat pe The Elfstones of Shannara. 

## Prezentare
The Elfstones of Shannara prezintă aventurile nepotului lui Shea, Wil Ohmsford, în timp ce ajută poporul elfilor aflat pe cale de dispariție: aceștia trebuie să supraviețuiască unei hoarde de  demoni care ies dintr-o dimensiune sigilată aflată în Ținutul Interzis.

## Personaje

### Principale
- Allanon
- Amberle Elessedil
- Ander Elessedil
- Changeling (demon)
- Dagda Mor (demon)
- Ellcrys
- Eretria
- Eventine Elessedil
- The Reaper (demon)
- Stee Jans
- Wil Ohmsford

### Secundare
- Amantar
- Arion Elessedil
- Artaq (cal)
- Browork
- Cephelo (decedat)
- Cormac (decedat)
- Crispin (decedat)
- Dancer (roc) (decedat)
- Dardan
- Dayn (Wing Rider; unchiul lui Perk)
- Dilph (decedat)
- Drifter (câine)
- Ehlron Tay
- Emer Chios
- Flick Ohmsford
- Flyn
- Gael
- Genewen (roc)
- Hebel
- Herrol
- Jase (decedat)
- Kael Pindanon (decedat)
- Katsin (decedat)
- Kerrin (decedat)
- Kian (decedat)
- King of the Silver River
- Kobold
- Lauren (decedat)
- Manx (dog)(decedat)
- Mallenroh (decedat)
- Morag (decedat)
- Ped (decedat)
- Perk
- Rhoe
- Rin (decedat)
- Spitter (cal) (decedat)
- Went (decedat)
- Wisp (decedat)